# الیزابتتا باوانولی
الیزابتتا باوانولی (انگلیسی: Elisabetta Bavagnoli؛ زادهٔ ۳ سپتامبر ۱۹۶۳) بازیکن فوتبال اهل ایتالیا است.
وی همچنین در تیم ملی فوتبال زنان ایتالیا بازی کرده‌است.